# Youth of Today
Youth of Today és un grup novaiorquès de hardcore punk que va tenir un paper destacat a l'hora d'assentar la subcultura youth crew.

## Història
Youth of Today es va formar el 1985 a Danbury, Connecticut, per dos membres del grup Violent Children, Ray Cappo (cantant) i John Porcelly (guitarrista), que volien formar un grup en una època en la qual la majoria de bandes straight edge de la vella escola s'havien desfet. Tenint dificultats per trobar un baixista i un bateria, Ray i John van proposar-ho a dos dels seus amics de l'institut, Graham Philips i Darren Pesce, que havien tocat amb Porcelly en un grup anomenat Young Republicans.

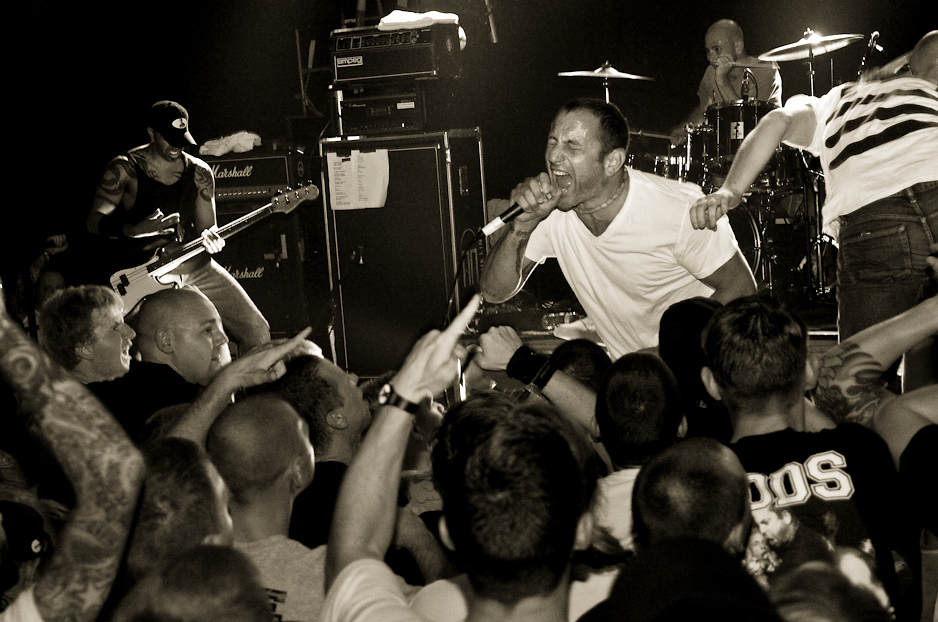
Youth of Today al SO36 de Berlín el 2010

El 1985, Youth of Today grava el seu primer EP Can't Close My Eyes per al segell Postive Force de Kevin Seconds (cantant de la banda 7 Seconds.
Després d'una gira, Graham i Darren van deixar el grup i dos membres de Straight Ahead es van unir, Craig Setari (baix) i Tommy Carroll (bateria).En la segona gira Tommy marxa, i Drew Thomas, bateria de la banda Crippled Youth (posteriorment coneguda com a Bold) va tocar fins a acabar la gira.
Temps després el cantant d'Underdog, Richie Birkenhead, es va unir com a segon guitarrista. Amb aquesta nova formació, Youth of Today va gravar el seu primer àlbum titulat Break Down The Walls publicat pel segell Wishingwell Records.
Una mica després de gravar l'àlbum, Drew és remplazat per Mike Ferraro de Death Before Dishonor (després va ser cantant juntament amb Procelly a la guitarra de la banda Judge). Quan Craig va reunir Straight Ahead (després va tocar a Agnostic Front i a Sick of It All), Walter Schreifels de Gorilla Biscuits es va convertir en el nou baixista. En acabar la gira de l'àlbum, el segon guitarrista, Richie, deixa la banda per concentrar-se com a cantant d'Underdog. Youth of Today grava 2 temes nous amb Revelation Records juntament amb bandes novaiorqueses com Bold, Gorilla Biscuits, Side By Side i Sick of it All en un recopilatori anomenat New York Hardcore - The Way It Is.
A la fi de 1987, Mike deixa la banda i Sammy Siegler (exSide By Side) entra com bateria. El 1988 Youth of Today grava el seu segon LP anomenat We're Not In This Alone. En els anys següents Youth of Today, amb una formació estable, fa una gira europea tocant a diversos països. El 1990, el grup decideix separar-se gravant 4 temes com a comiat a Revelation Records, tres d'aquestes cançons apareixen en el senzill Disengage.
Grups com Uniform Choice, Insted, No For An Answer, Chain of Strength, Gorilla Biscuits i Youth of Today van ser una inspiració per a bandes de tot el món que van combinar un pensament positiu i l'straight edge amb un energètic i ràpid hardcore.

### Després de la separació
Ray Cappo va formar la banda hare krishna Shelter, també va formar part de Reflex From Pain i Better Than a Thousand. Walter va tocar el 1986 amb Gorilla Biscuits, i el 1990 al costat de Porcelly i Sammy van tocar en la seva gira europea, després de la separació de Gorilla Biscuits, Walter va tocar a Quicksand, Rival Schools i altres bandes. Sammy després de tocar a CIV (amb membres de Gorilla Biscuits) va tocar a diverses bandes, incloent Limp Bizkit.

### Retorn
A banda de diversos concert de reunió, Youth of Today va fer una gira europea el 2003 amb els membres originals: Ray, Porcelly, Sammy i Ken Olden de Battery and Better Than A Thousand al baix. A la tardor del 2010, van començar de nou una gira per Europa amb un primer concert a la ciutat suïssa de Lyss. També van fer una primera gira sud-americana al desembre del 2010, que els va portar a països com Perú, Xile, Argentina i Brasil.

## Discografia

### Àlbums
- Can't Close My Eyes (1985)[3]
- Break Down The Walls (1987)
- We're Not In This Alone (1988)
- Youth of Today (1990)

### Senzills
- Can't Close My Eyes (1985)
- Disengage amb Inside Out (1990)

### Directes
- Anarchy In Vienna (1989)
- Yesterday (1991)
- Take A Stand (1992)
- Live At Van Hall, Amsterdam, 1989 (1996)
- Live At CBGB's (1998)

### Compilacions
- Make It Work
- Connecticut Fun (1985)
- New York City Hardcore: Together (1987)
- New York City Hardcore - The Way It Is (1988)
- Hold Your Ground
- Sunday Matinee
- In-Flight Program
- Voice Of The Voiceless
- Another Shot For Bracken
- A Time We'll Remember
- We Bite
- We Bite 100
- The Sound Of The Streets
- Revelation 100